# Elezioni regionali in Toscana del 1995
Le elezioni regionali italiane del 1995 in Toscana si sono tenute il 23 aprile. Esse hanno visto la vittoria del presidente uscente Vannino Chiti, sostenuto dal centro-sinistra, che ha sconfitto il candidato del Polo, Paolo Del Debbio.

## Risultati
| Candidati                                   | Candidati                                         | Voti                                 | %     | Liste                                | Voti      | %     | Seggi |
| ------------------------------------------- | ------------------------------------------------- | ------------------------------------ | ----- | ------------------------------------ | --------- | ----- | ----- |
|                                             | Vannino Chiti (Toscana Democratica) ✔️ Presidente | 1 188 995                            | 50,12 | Partito Democratico della Sinistra   | 874 463   | 40,88 | 19    |
| Popolari - Patto dei Democratici - Liberali | Vannino Chiti (Toscana Democratica) ✔️ Presidente | 1 188 995                            | 50,12 | 135 895                              | 6,35      | 2     |       |
| Federazione dei Verdi                       | Vannino Chiti (Toscana Democratica) ✔️ Presidente | 1 188 995                            | 50,12 | 57 666                               | 2,70      | 1     |       |
| Federazione Laburista                       | Vannino Chiti (Toscana Democratica) ✔️ Presidente | 1 188 995                            | 50,12 | 30 204                               | 1,41      | 1     |       |
| Partito Repubblicano Italiano               | Vannino Chiti (Toscana Democratica) ✔️ Presidente | 1 188 995                            | 50,12 | 16 395                               | 0,77      | –     |       |
| Lega Nord                                   | Vannino Chiti (Toscana Democratica) ✔️ Presidente | 1 188 995                            | 50,12 | 15 049                               | 0,70      | –     |       |
| Seggi assegnati alla lista regionale        | Seggi assegnati alla lista regionale              | Seggi assegnati alla lista regionale | 50,12 | 10                                   |           |       |       |
|                                             | Paolo Del Debbio                                  | 855 287                              | 36,05 | Forza Italia - Il Polo Popolare      | 409 266   | 19,13 | 7     |
| Alleanza Nazionale                          | Paolo Del Debbio                                  | 855 287                              | 36,05 | 281 298                              | 13,15     | 5     |       |
| Centro Cristiano Democratico                | Paolo Del Debbio                                  | 855 287                              | 36,05 | 53 291                               | 2,49      | 1     |       |
|                                             | Luciano Ghelli                                    | 294 128                              | 12,40 | Partito della Rifondazione Comunista | 237 405   | 11,10 | 4     |
|                                             | Vincenzo Donvito                                  | 33 856                               | 1,43  | Lista Pannella - Riformatori         | 28 295    | 1,32  | –     |
| Totale                                      | Totale                                            | 2 372 266                            | 100   |                                      | 2 139 227 | 100   | 50    |

## Consiglieri eletti
| Collegio           | Lista                                       | Eletto                 |
| ------------------ | ------------------------------------------- | ---------------------- |
| Collegio regionale | Toscana Democratica                         | Vannino Chiti          |
| Collegio regionale | Toscana Democratica                         | Maria Pia Bertolucci   |
| Collegio regionale | Toscana Democratica                         | Guido Sacconi          |
| Collegio regionale | Toscana Democratica                         | Fabrizio Geloni        |
| Collegio regionale | Toscana Democratica                         | Tommaso Franci         |
| Collegio regionale | Toscana Democratica                         | Paolo Giannarelli      |
| Collegio regionale | Toscana Democratica                         | Vincenzo Caciulli      |
| Collegio regionale | Toscana Democratica                         | Franco Claudio Cazzola |
| Collegio regionale | Toscana Democratica                         | Marialina Marcucci     |
| Collegio regionale | Toscana Democratica                         | Marisa Nicchi          |
| Firenze            | Partito Democratico della Sinistra          | Varis Rossi            |
| Firenze            | Partito Democratico della Sinistra          | Alberto Bencistà       |
| Firenze            | Partito Democratico della Sinistra          | Simone Siliani         |
| Firenze            | Partito Democratico della Sinistra          | Michele Ventura        |
| Firenze            | Partito Democratico della Sinistra          | Carlo Melani           |
| Firenze            | Forza Italia-Il Polo Popolare               | Paolo Bartolozzi       |
| Firenze            | Forza Italia-Il Polo Popolare               | Denis Verdini          |
| Firenze            | Partito della Rifondazione Comunista        | Orietta Lunghi         |
| Firenze            | Alleanza Nazionale                          | Riccardo Migliori      |
| Firenze            | Popolari - Patto dei Democratici - Liberali | Angelo Passaleva       |
| Firenze            | Federazione dei Verdi                       | Claudio Del Lungo      |
| Firenze            | Federazione Laburista                       | Mariella Zoppi Spini   |
| Arezzo             | Partito Democratico della Sinistra          | Tito Barbini           |
| Arezzo             | Partito Democratico della Sinistra          | Pedro Losi             |
| Arezzo             | Forza Italia-Il Polo Popolare               | Lorenzo Zirri          |
| Arezzo             | Alleanza Nazionale                          | Maurizio Bianconi      |
| Grosseto           | Partito Democratico della Sinistra          | Mauro Ginnaneschi      |
| Livorno            | Partito Democratico della Sinistra          | Paolo Benesperi        |
| Livorno            | Partito Democratico della Sinistra          | Vittorio Cioni         |
| Livorno            | Forza Italia-Il Polo Popolare               | Leopoldo Provenzali    |
| Livorno            | Partito della Rifondazione Comunista        | Mauro Baglini          |
| Livorno            | Alleanza Nazionale                          | Massimo Malanima       |
| Lucca              | Forza Italia-Il Polo Popolare               | Francesco Martini      |
| Lucca              | Partito Democratico della Sinistra          | Enrico Cecchetti       |
| Lucca              | Alleanza Nazionale                          | Claudio Riccardi       |
| Lucca              | Partito della Rifondazione Comunista        | Roberto Pucci          |
| Lucca              | Popolari - Patto dei Democratici - Liberali | Olivo Ghilarducci      |
| Lucca              | Centro Cristiano Democratico                | Giuseppe Del Carlo     |
| Massa-Carrara      | Partito Democratico della Sinistra          | Angelo Fruzzetti       |
| Pisa               | Partito Democratico della Sinistra          | Paolo Fontanelli       |
| Pisa               | Partito Democratico della Sinistra          | Patrizia Dini          |
| Pisa               | Alleanza Nazionale                          | Virgilio Luvisotti     |
| Pisa               | Partito della Rifondazione Comunista        | Nino Frosini           |
| Pistoia            | Partito Democratico della Sinistra          | Simonetta Pecini       |
| Pistoia            | Forza Italia-Il Polo Popolare               | Iole Vannucci          |
| Prato              | Partito Democratico della Sinistra          | Claudio Martini        |
| Prato              | Partito Democratico della Sinistra          | Massimo Bellandi       |
| Prato              | Forza Italia-Il Polo Popolare               | Luis Micheli           |
| Siena              | Partito Democratico della Sinistra          | Sirio Bussolotti       |
| Siena              | Partito Democratico della Sinistra          | Moreno Periccioli      |